# 북위 15도
북위 15도는 적도에서 북쪽으로 15도 떨어진 위선이다. 아프리카, 아시아, 태평양, 북아메리카, 대서양을 지난다.

## 지나가는 지역
본초 자오선에서 동쪽으로 북위 15도는 다음 지역을 지나간다.
| 좌표                                                    | 나라, 지역, 해역 | 주석                                                   |
| ------------------------------------------------------- | ---------------- | ------------------------------------------------------ |
| 북위 15° 0′ 동경 0° 0′  / 북위 15.000° 동경 0.000°      | 말리             |                                                        |
| 북위 15° 0′ 동경 1° 0′  / 북위 15.000° 동경 1.000°      | 니제르           |                                                        |
| 북위 15° 0′ 동경 13° 51′  / 북위 15.000° 동경 13.850°   | 차드             |                                                        |
| 북위 15° 0′ 동경 22° 47′  / 북위 15.000° 동경 22.783°   | 수단             |                                                        |
| 북위 15° 0′ 동경 36° 27′  / 북위 15.000° 동경 36.450°   | 에리트레아       |                                                        |
| 북위 15° 0′ 동경 40° 32′  / 북위 15.000° 동경 40.533°   | 홍해             |                                                        |
| 북위 15° 0′ 동경 42° 53′  / 북위 15.000° 동경 42.883°   | 예멘             |                                                        |
| 북위 15° 0′ 동경 50° 26′  / 북위 15.000° 동경 50.433°   | 인도양           | 아라비아해                                             |
| 북위 15° 0′ 동경 74° 1′  / 북위 15.000° 동경 74.017°    | 인도             | 고아주 카르나타카주 안드라프라데시주                   |
| 북위 15° 0′ 동경 80° 3′  / 북위 15.000° 동경 80.050°    | 인도양           | 벵골만 미얀마 프레파리스섬 바로 북쪽을 지나감 안다만해 |
| 북위 15° 0′ 동경 97° 47′  / 북위 15.000° 동경 97.783°   | 미얀마           |                                                        |
| 북위 15° 0′ 동경 98° 13′  / 북위 15.000° 동경 98.217°   | 태국             |                                                        |
| 북위 15° 0′ 동경 105° 35′  / 북위 15.000° 동경 105.583° | 라오스           |                                                        |
| 북위 15° 0′ 동경 107° 28′  / 북위 15.000° 동경 107.467° | 베트남           |                                                        |
| 북위 15° 0′ 동경 108° 55′  / 북위 15.000° 동경 108.917° | 남중국해         | 스카버러 암초 바로 남쪽을 지나감                       |
| 북위 15° 0′ 동경 120° 3′  / 북위 15.000° 동경 120.050°  | 필리핀           | 루손섬                                                 |
| 북위 15° 0′ 동경 121° 33′  / 북위 15.000° 동경 121.550° | 태평양           | 폴릴로 해협                                            |
| 북위 15° 0′ 동경 121° 49′  / 북위 15.000° 동경 121.817° | 필리핀           | 폴릴로섬                                               |
| 북위 15° 0′ 동경 122° 3′  / 북위 15.000° 동경 122.050°  | 태평양           | 필리핀해                                               |
| 북위 15° 0′ 동경 145° 35′  / 북위 15.000° 동경 145.583° | 북마리아나 제도  | 티니언섬                                               |
| 북위 15° 0′ 동경 145° 40′  / 북위 15.000° 동경 145.667° | 태평양           | 마셜 제도 보카크 환초 바로 북쪽을 지나감               |
| 북위 15° 0′ 서경 92° 43′  / 북위 15.000° 서경 92.717°   | 멕시코           | 치아파스주                                             |
| 북위 15° 0′ 서경 92° 8′  / 북위 15.000° 서경 92.133°    | 과테말라         |                                                        |
| 북위 15° 0′ 서경 89° 11′  / 북위 15.000° 서경 89.183°   | 온두라스         |                                                        |
| 북위 15° 0′ 서경 83° 25′  / 북위 15.000° 서경 83.417°   | 니카라과         | 약 11km                                                |
| 북위 15° 0′ 서경 83° 18′  / 북위 15.000° 서경 83.300°   | 온두라스         |                                                        |
| 북위 15° 0′ 서경 83° 9′  / 북위 15.000° 서경 83.150°    | 카리브해         | 도미니카 연방과 마르티니크(프랑스령) 사이를 통과함     |
| 북위 15° 0′ 서경 61° 15′  / 북위 15.000° 서경 61.250°   | 대서양           |                                                        |
| 북위 15° 0′ 서경 24° 28′  / 북위 15.000° 서경 24.467°   | 카보베르데       | 포구섬                                                 |
| 북위 15° 0′ 서경 24° 18′  / 북위 15.000° 서경 24.300°   | 대서양           |                                                        |
| 북위 15° 0′ 서경 23° 44′  / 북위 15.000° 서경 23.733°   | 카보베르데       | 산티아구섬                                             |
| 북위 15° 0′ 서경 23° 27′  / 북위 15.000° 서경 23.450°   | 대서양           |                                                        |
| 북위 15° 0′ 서경 17° 4′  / 북위 15.000° 서경 17.067°    | 세네갈           |                                                        |
| 북위 15° 0′ 서경 12° 28′  / 북위 15.000° 서경 12.467°   | 모리타니         |                                                        |
| 북위 15° 0′ 서경 11° 48′  / 북위 15.000° 서경 11.800°   | 말리             |                                                        |
| 북위 15° 0′ 서경 0° 50′  / 북위 15.000° 서경 0.833°     | 부르키나파소     |                                                        |
| 북위 15° 0′ 서경 0° 2′  / 북위 15.000° 서경 0.033°      | 말리             |                                                        |

## 같이 보기
- 북위 14도
- 북위 16도